# Federico Maggi
Federico Maggi (Brescia, 1278 – Milano o Avignone, 21 marzo 1333) è stato un vescovo cattolico italiano.

## Biografia
Discendente dell'antica e potente famiglia bresciana dei Maggi, era figlio del nobile condottiero Bertolino, che a Brescia guidava la fazione ghibellina, e cugino del vescovo della città Berardo Maggi.
Avviato alla carriera ecclesiastica, verso il 1305 fu nominato canonico della cattedrale di Brescia e nel 1308, alla morte dello zio, l'allora trentenne Federico fu eletto a suo successore dal popolo e dal clero bresciano. Recatosi quindi a Tolosa per incontrare papa Clemente V, nel gennaio 1309 fu consacrato vescovo dallo stesso pontefice francese.
Aderì alla politica imperiale e il 6 gennaio 1311, a Milano, partecipò all'incoronazione a re d'Italia dell'imperatore Enrico VII di Lussemburgo da parte dell'arcivescovo di Milano Cassono della Torre con la Corona ferrea. In tale occasione sarebbe sorta una disputa fra il Maggi e il vescovo di Vercelli Uberto Avogadro per motivi di precedenza protocollare: la questione fu risolta con un compromesso per cui il vescovo vercellese ebbe la priorità nella consacrazione del re e il prelato bresciano in quella della regina.
Nell'ottobre 1312 riuscì a concludere un accordo di pace fra guelfi e ghibellini bresciani, ma presto le discordie tra le fazioni si riaccesero e nel 1316 i guelfi ebbero la meglio e uno dei loro capi, Tebaldo de' Brusati, lo scacciò da Brescia. Si narra che allora il nuovo papa Giovanni XXII lo abbia scomunicato togliendogli anche la sede episcopale; altri storici invece sostengono che il 27 luglio 1317 lo stesso pontefice lo trasferì alla sede di Piacenza, di cui tuttavia non prese mai possesso.
In tale frangente Federico Maggi trovò riparo e ospitalità a Milano, alla corte di Matteo I Visconti e qui, il 31 maggio - 1º giugno 1327, prese parte attiva alla coronazione a re d'Italia del nuovo imperatore Ludovico il Bavaro con la Corona ferrea: assente infatti l'arcivescovo milanese Aicardo Antimiani per l'opposizione dei Visconti, la cerimonia fu condotta dal vescovo di Arezzo Guido Tarlati da Pietramala, coadiuvato appunto dal Maggi. Riconciliatosi con il papa, sarebbe morto ad Avignone nel 1333 e fu sepolto a Milano nella Basilica di Sant'Eustorgio, dove è ricordato con una lunga epigrafe commemorativa.